# 胡晴舫
胡晴舫（1969年1月2日—），臺灣女性作家、雜誌專欄編輯、文化評論人。曾任香港光華新聞文化中心主任（2016年－2018年）、文化內容策進院院長（2019年－2020年）。2021年2月起擔任文化部駐法國代表處臺灣文化中心主任。

## 藝術關注
作品常描寫對於時代現象的懷疑、世間亂象下的人生細節。
《第三人》、《我這一代人》以時代書寫或家族史做為創作主題。
《群島》於2020年台北國際書展大獎「小說獎」首獎獲得肯定，同為首獎之另外兩人為台灣女作家李維菁、陳淑瑤。這是一本蒐集大量當代現實事件的小說，呈現了進入網路時代後，群眾的面孔以及不同立場間斷崖般的隔絕。

## 作品

### 散文
- 2001 《她》(2001/2012/2018)
- 2002 《濫情者》(2017二版)
- 2009 《旅人》(2014二版/2018三版)
- 2010 《濫情者》
- 2010 《我這一代人》(2017二版)
- 2011 《城市的憂鬱》(2017二版)
- 2012 《第三人》
- 2017 《機械時代》
- 2017 《無名者》
- 2021 《我台北，我街道》

### 小說
- 2005 《辦公室》
- 2008 《人間喜劇》(2017二版)
- 2014 《懸浮》
- 2019 《群島》(2025二版)
- 2024 《二十歲》

### 合著
- 2013 《誰怕艾未未：影行者的到來》(張鐵志、胡晴舫、張釗維)

## 獎項
- 《群島》獲2020年台北國際書展大獎「小說獎」首獎[5]
- 《第三人》獲2013年第37屆金鼎獎圖書類文學獎[4]
- 《懸浮》入圍2015年台北國際書展大獎

## 外部連結
- 胡晴舫的FACEBOOK專頁